# Jojo Rabbit Original Motion Picture Soundtrack
Das Soundtrack-Album für den Film Jojo Rabbit von Taika Waititi enthält Stücke der von Oscar-Preisträger Michael Giacchino komponierten Filmmusik und eine Reihe von Musikstücken weiterer Künstler. Der Soundtrack wurde am 18. Oktober 2019 von Hollywood Records veröffentlicht.

## Entstehung

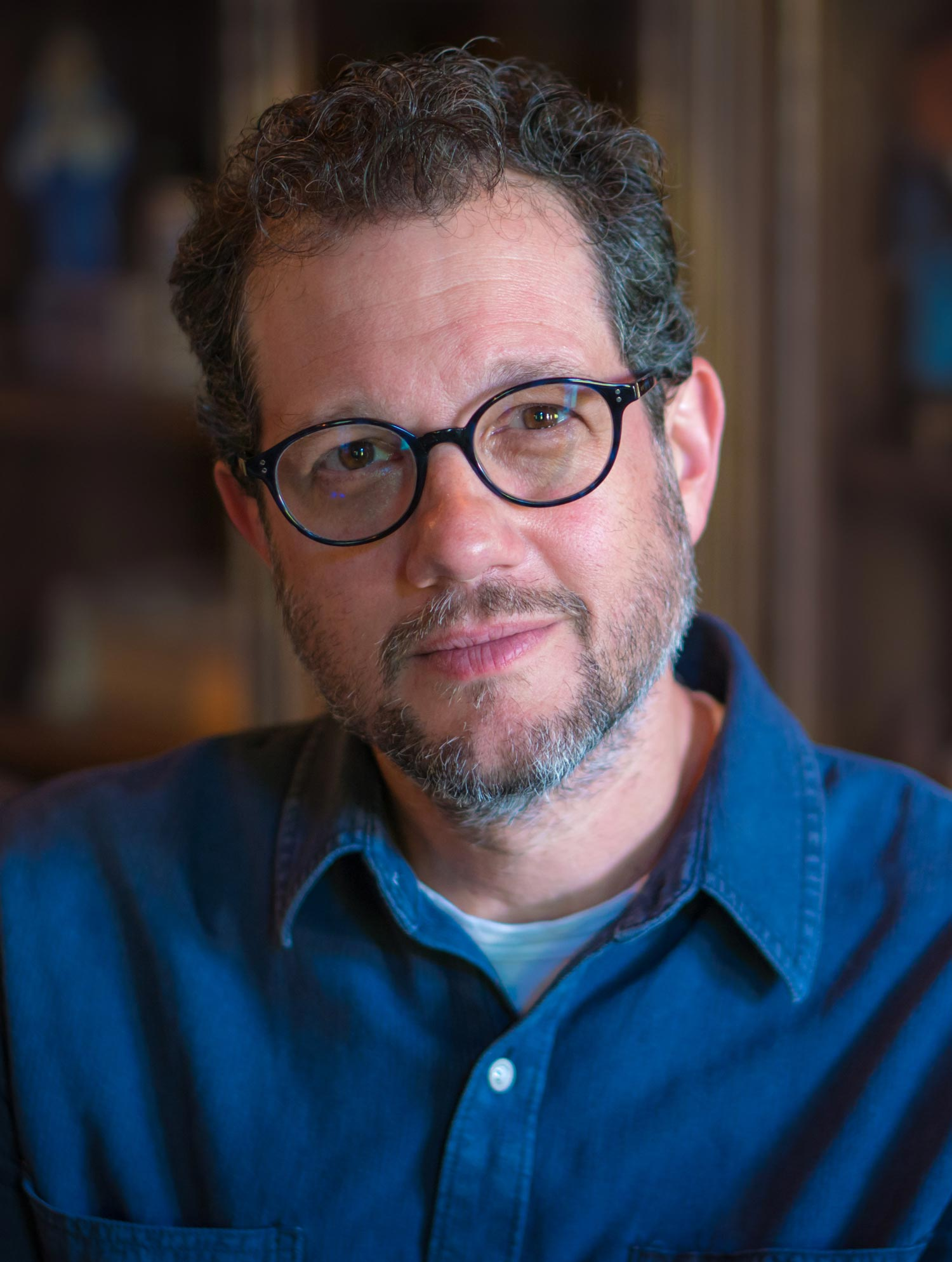
Die Musik für den Film Jojo Rabbit komponierte Michael Giacchino

Die Musik für den Film Jojo Rabbit von Taika Waititi komponierte der Oscar-Preisträger Michael Giacchino.

## Filmhandlung und Verwendung der Musik
Der Film spielt zur Zeit des Zweiten Weltkrieges. Der 10-jährige Jojo Betzler ist Mitglied der Hitlerjugend. Als er von einem Jugendlager nach Hause zurückkehrt, muss er entdecken, dass seine Mutter ein fünfzehnjähriges jüdisches Mädchen bei sich versteckt hat. Weil er nicht weiß, was er tun soll, wendet er sich an seinen imaginären Freund.
Die berühmte Fox-Fanfare zum Filmbeginn wurde durch fiktives deutsches Liedgut ersetzt, im folgenden Vorspann wird der Song Komm, gib mir deine Hand der Beatles gespielt. Während des Abspanns ist der Song Helden von David Bowie zu hören.

## Veröffentlichung
Der Soundtrack, der insgesamt 12 Musikstücke umfasst, wurde am 18. Oktober 2019 von Hollywood Records als Download veröffentlicht. Neben drei Filmmusikstücken von Giacchino und Helden und Komm, gib mir deine Hand finden sich auf dem Album auch die Songs I Don’t Wanna Grow Up von Tom Waits, Mama von Roy Orbison und Everybody’s Gotta Live von Love, zudem zwei klassische Musikstücke, eines aus der Oper Faust von Charles Gounod und Frühlingsstimmen von Johann Strauss Sohn. Ein separates Album mit der kompletten Filmmusik von Giacchino wurde zum gleichen Zeitpunkt veröffentlicht.

## Titelliste
1. Komm, gib mir deine Hand – The Beatles (2:27)
2. Tabú – Lecuona Cuban Boys (3:11)
3. The Dipsy Doodle (feat. Chick Webb and His Orchestra) – Ella Fitzgerald (3:10)
4. I Don’t Wanna Grow Up – Tom Waits (2:31)
5. Everybody’s Gotta Live – Love (3:20)
6. Mama – Roy Orbison (2:46)
7. Helden (2002 Remaster) – David Bowie (3:39)
8. Jojo’s Theme – Michael Giacchino (3:54)
9. Waltz & Chorus from Faust, Act II – By Charles Gounod – Roger Wagner, The Hollywood Bowl Symphony Orchestra & The Roger Wagner Chorale (4:18)
10. A Butterfly’s Wings – Michael Giacchino (1:17)
11. Rosie’s Nocturne – Michael Giacchino (2:37)
12. Frühlingsstimmen, Op. 410 – Arr. Gerald Wirth – Johann Strauss Sohn – Vienna Boys Choir, Gerald Wirth & Salonorchester Alt Wien (7:23)

## Charts
Das Album stieg am 10. Januar 2020 auf Platz 44 in die Official Soundtrack Albums Chart Top 50 im Vereinigten Königreich ein.

## Auszeichnungen
Bei der Oscarverleihung 2020 befand sich Michael Giacchinos Werk in einer Shortlist in der Kategorie Beste Filmmusik. Im Folgenden weitere Nominierungen.
Grammy Awards 2021
- Nominierung als Best Compilation Soundtrack for Visual Media[8]

Hollywood Music in Media Awards 2019
- Nominierung für die Beste Filmmusik – Spielfilm (Michael Giacchino)[9]

Society of Composers & Lyricists Awards 2020
- Nominierung in der Kategorie Original Score for a Studio Film (Michael Giacchino)[10]

Verband Internationaler Filmmusikkritiker (IFMCA)
- Auszeichnung in der Kategorie Beste Filmmusik Komödie[11]